# Banteln
Banteln – dzielnica miasta Gronau (Leine) w Niemczech, w kraju związkowym Dolna Saksonia, w powiecie Hildesheim, w gminie zbiorowej Leinebergland. Do 31 października 2016 jako samodzielna gmina wchodziła w skład gminy zbiorowej Gronau (Leine).